# Биртяевское сельское поселение
Биртяевское сельское поселение — муниципальное образование в составе Котельничского района Кировской области России.
Административный центр — посёлок Ленинская Искра.

## История
Биртяевское сельское поселение образовано 1 января 2006 года согласно Закону Кировской области от 07.12.2004 № 284-ЗО.

## Население
| 2010  | 2012  | 2013  | 2014  | 2015  | 2016  | 2017  |
| ----- | ----- | ----- | ----- | ----- | ----- | ----- |
| 2905  | ↘2843 | ↘2829 | ↘2824 | ↘2822 | ↘2777 | ↗2801 |
| 2018  | 2019  | 2020  | 2021  |       |       |       |
| ↘2777 | ↘2724 | ↘2696 | ↘2484 |       |       |       |

## Населенные пункты
На территории поселения находится 37 населённых пунктов (население, 2010):
| - посёлок Ленинская Искра — 2057 чел.; - деревня Банниковы — 10 чел.; - деревня Беловщина — 1 чел.; - деревня Биртяевы — 11 чел.; - деревня Бородины — 9 чел.; - деревня Бычковы — 0 чел.; - село Гостево — 0 чел.; - деревня Гулины — 198 чел.; - деревня Жохи — 0 чел.; - деревня Заложане — 1 чел.; - деревня Зыковы — 0 чел.; - деревня Кардаковы — 252 чел.; - деревня Кирпиковы — 3 чел.; | - деревня Клепиковы — 2 чел.; - деревня Ковровы — 2 чел.; - деревня Костичи — 0 чел.; - деревня Лагуновы — 0 чел.; - деревня Левичи — 11 чел.; - деревня Липичи — 3 чел.; - деревня Наймушины — 211 чел.; - деревня Овчинята — 5 чел.; - деревня Омеличи — 7 чел.; - деревня Парфеновы — 1 чел.; - деревня Репейник — 3 чел.; - деревня Селюничи — 0 чел.; | - деревня Ситниковы — 19 чел.; - деревня Спудняки — 0 чел.; - деревня Токаевы — 0 чел.; - деревня Тугуны — 1 чел.; - деревня Урожайная — 16 чел.; - деревня Фадеевцы — 0 чел.; - деревня Филичи — 14 чел.; - деревня Фомичи — 22 чел.; - деревня Хаустовы — 8 чел.; - деревня Чащины — 27 чел.; - деревня Шабалины — 6 чел.; - деревня Шмаки — 5 чел. |